# Castillo de Ruesta
El castillo de Ruesta es una edificación del siglo XI, que fue concebida como uno de los cuatro enclaves defensivos de Aragón, España. Está ubicada en el despoblado de Ruesta en el municipio de Sigüés en la provincia de Zaragoza.

## Historia
Con la expansión territorial hacia oriente de los reyes de Navarra desde el año 850 y para poder defender el territorio que habían dominado, decidieron construir un castillo en esa posición estratégica. Ya entre 905 y 925 apareció como sede de tenencia real, en la defensa de las zonas de Yesa y Arrés.
Entre 996 y 999 el castillo fue destruido por Almanzor en su campaña por la reconquista de territorios.
Almanzor realizó su última incursión en las fronteras orientales en 999 donde, tras pasar por Pamplona, se dirigió al este y arrasó Manresa y el Pla de Bages. En abril había atacado el condado de Pallars, regido por el hermano de la viuda del conde castellano García Sánchez. Se estima que pudo ser el intento del rey navarro y de los condes catalanes de dejar de pagar tributo a Córdoba, aprovechando que Almanzor se hallaba enfrascado en el aplastamiento de Ziri ibn Atiyya, lo que desencadenó los ataques contra esta región.
Posteriormente, entre los años 1016 y 1018, Sancho Garcés III de Pamplona reconstruyó el Castillo y, a su muerte, fue concedido a su sucesor en el trono navarro. En 1056 el rey de Navarra, Sancho Garcés IV de Pamplona, concedió a su tío Ramiro I de Aragón, la ciudad de Ruesta. En 1294, aparece la comunidad hebrea custodiando y administrando el castillo y el horno. En 1381 el rey Pedro IV de Aragón vendió a Pedro Jordán de Urriés, señor de Ayerbe y de Sigüés, los castillos y lugares de Ruesta, Artieda, Pintano y Osia. La venta de los lugares y castillos de Ruesta fue revocada temporalmente en 1385.

## Estructura
El Castillo de Ruesta era un recinto de planta rectangular, de unos 45 por 20 metros. Se conservan dos torreones de diferentes tamaños. 

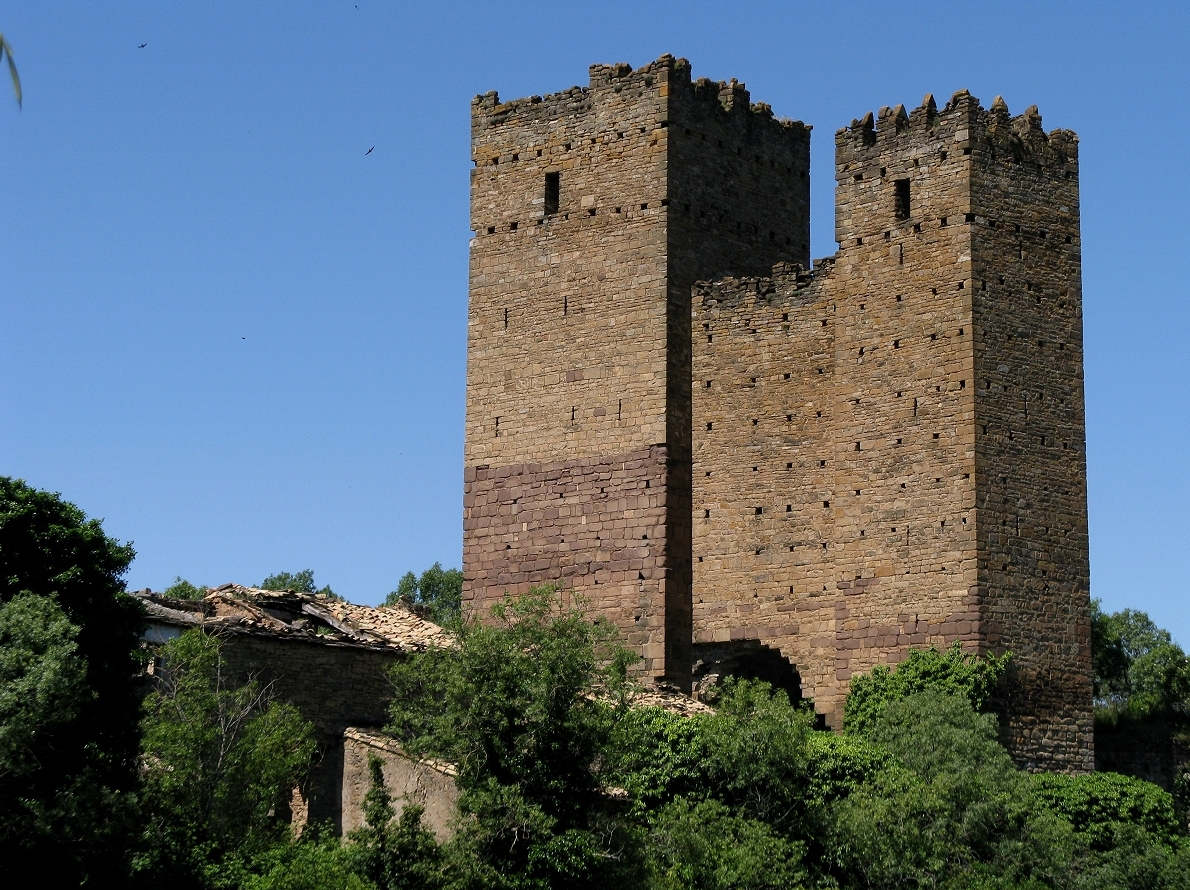
Las dos torres

La torre del homenaje, que es la más alta y robusta se conserva parcialmente, le falta la parte superior y el resto está en ruinas. Posiblemente la torre mediría unos 25 metros de alto y tendría cuatro plantas. Se conserva lo que fue la puerta de acceso a la torre.
La segunda torre es más pequeña y posiblemente también de planta rectangular. Las dos torres se encuentran unidas por un muro y conservan parte de sus remates almenados.